# Diamantis Chouchoumis
Diamantis Chouchoumis (em grego:  Διαμαντής Χουχούμης; Aliveri, 17 de julho de 1994) é um futebolista profissional grego, que atua como defensor, atualmente defende o Panathinaikos.

## Títulos

### Panathinaikos
- Copa da Grécia: 2013–14